# إلياس الجويني
إلياس الجويني (بالفرنسية: Elyès Jouini) ولد في 5 يناير 1965 في تونس العاصمة، هو رياضياتي وعالم اقتصاد تونسي-فرنسي، عضو في المعهد الجامعي الفرنسي، وشغل منصب وزير لدى الوزير الأول مكلف بالإصلاح الاقتصادي في حكومة محمد الغنوشي الثانية في فبراير 2011.

## السيرة الذاتية

### التكوين
بعد دراسته في المعهد الخاص سانت جينيفييف في فرساي، انضم سنة 1984 إلى مدرسة الأساتذة العليا، ثم تحصل على ماجستير في الرياضيات البحتة من جامعة باريس ديديرو ثم على شهادة الدراسات المعمقة في الرياضيات التطبيقية في العلوم الاقتصادية سنة 1986 من جامعة باريس دوفين. تحصل على التجميع في الرياضيات سنة 1987.

تحصل على شهادة دكتوراه في الرياضيات التطبيقية من جامعة باريس 1 - بانتيون سوربون سنة 1989، ثم على شهادة التأهل للأستاذية من نفس الجامعة في 1992.

### المسار المهني
سنة 1989، أصبح أستاذا محاضرا في الرياضيات التطبيقية في جامعة باريس 1 - بانتيون سوربون، ثم أستاذا في 1992 في نفس الجامعة ولكن أيضا في المدرسة الوطنية للإحصاء والإدارة الاقتصادية. بين 1998 و2000، كان أستاذ زائر مشارك في مدرسة ستيرن للأعمال التابعة لجامعة نيويورك، قبل أن ينضم لجامعة باريس دوفين. تحمل في هذه الأخيرة عدة مناصب، حيث أدار سنة 2003 معهد المالية بدوفين وأيضا شهادة الماجستير 222 في إدارة الأصول. في 2005 أصبح نائب رئيس المجلس العلمي لجامعة باريس دوفين وذلك حتى استقالته في 2011. في نفس الوقت كان المنسق العلمي لمعهد أوروبلاس للمالية وعضو المعهد الجامعي الفرنسي. تحصل في 2007 على مقعد في مؤسسة المخاطر (Fondation du risque). عين في 2006 عضوا في المجلس الأعلى للعلوم والتكنولوجيا ثم في 2008 عضوا في مجلس التحليل الاقتصادي، وكليهما في فرنسا.

إثر رحيل الرئيس زين العابدين بن علي بعد الثورة التونسية في 14 يناير 2011، عين في 27 يناير كوزير لدى الوزير الأول مكلف بالإصلاح الاقتصادي والتنسيق مع الوزارات المعنية في حكومة محمد الغنوشي الثانية، واستقال من مناصبه كمدير خاصة في المغازة العامة ومعهد تونس دوفين. غادر منصبه كوزير في 1 مارس 2011 إثر استقالة الوزير الأول محمد الغنوشي.

في فبراير 2016، كان إلياس الجويني من بين مؤسسي خلية التفكير تونس البدائل التي أسسها ويترأسها رئيس الحكومة التونسي السابق مهدي جمعة.

## أبحاثه
ترتكز أبحاثه على الرياضيات والاقتصاد والمالية. بعد العمل الأولي على نظرية التوازن العام، اهتم بنمذجة السوق المالية من خلال دمج الأبعاد الاقتصادية والمالية مع تخصصات أخرى مثل علم النفس وعلم الاجتماع. أعماله حول تكاليف المعاملات وعدم تجانس المعتقدات في الأسواق المالية تذكر كثيرا في الأدب الأكاديمي.

## الحياة الخاصة
إلياس الجويني متزوج من سهام بن محمود، وهي أستاذة مشاركة في المدرسة العليا للتجارة بباريس. لديهما ولدان اثنان.

## الجوائز والتكريمات
- 1990: جائزة ناتالي دوماسيو (أفضل أطروحة في العلوم من أكاديمية باريس في 1989).
- 1995: قائد وسام الاستحقاق الثقافي (تونس).
- 2003: عضو المعهد الجامعي الفرنسي.
- 2005: جائزة أفضل اقتصادي شاب في فرنسا بالتشارك مع إستار دوفلو (أستاذة في معهد ماساتشوستس للتكنولوجيا).
- 2010: فارس وسام جوقة الشرف (فرنسا).